# Cefalexina
Cefalexina es un antibiótico del grupo de las cefalosporinas de los conocidos como de primera generación. Es utilizado para tratar infecciones bacterianas en el tracto respiratorio (neumonía, faringitis), la piel, los huesos, el oído (otitis media). Puede ser útil en casos de pacientes con hipersensibilidad a la penicilina.
Tiene una vida media de 0,9 horas y es eliminado del organismo por vía renal.
Por lo general, su venta requiere de receta médica.